# Рехтмеринг
Рехтмеринг (њем. Rechtmehring) општина је у њемачкој савезној држави Баварска. Једно је од 31 општинског средишта округа Милдорф ам Ин. Према процјени из 2010. у општини је живјело 1.800 становника. Посједује регионалну шифру (AGS) 9183139.

## Географски и демографски подаци
Рехтмеринг се налази у савезној држави Баварска у округу Милдорф ам Ин. Општина се налази на надморској висини од 505 метара. Површина општине износи 24,3 km². У самом мјесту је, према процјени из 2010. године, живјело 1.800 становника. Просјечна густина становништва износи 74 становника/km².